# Neopterocomma
Neopterocomma  (лат.) — род тлей из подсемейства Aphidinae (Macrosiphini). Встречаются в Евразии (Европа и Китай).

## Описание
Мелкие насекомые, длина 2,0—3,1 мм.
Питаются на растениях Populus и  Salix repens. Мелкие колонии вида Neopterocomma verhoeveni на ветвях Salix repens привлекают муравьёв.
.
- Neopterocomma asiphum Hille Ris Lambers, 1935
- Neopterocomma populivorum Zhang, G.-x., 1990 [3]
- Neopterocomma verhoeveni Hille Ris Lambers, 1956[4]